# منطقة حارم
منطقة حارم منطقة سورية إدارية تتبع محافظة إدلب ومركزها مدينة حارم، بلغ تعداد سكان المنطقة 175,482 نسمة حسب التعداد السكاني لعام 2004.

## نواحي منطقة حارم
- ناحية مركز حارم
- ناحية الدانا
- ناحية سلقين
- ناحية كفر تخاريم
- ناحية قورقينا
- ناحية أرمناز